# Johann Martin Scharff
Johann Martin Scharff (* 13. Januar 1784 in Frankfurt am Main; † 7. Mai 1860 ebenda) war ein deutscher Kaufmann und Abgeordneter.

## Leben
Scharff entstammte einer Familie von Kaufleuten, die ursprünglich aus Böhmen eingewandert und seit 1700 als Bürger in Frankfurt am Main ansässig waren. Sein Vater war der Kaufmann Johann Valentin Gottfried Scharff (1752–1800), seine Mutter die Bürgerstochter Anna Maria geb. Stein (1759–1826). Gottfried Scharff und Philipp Scharff (1790–1861) waren seine Brüder. Er heiratete Antonetta Luise Scharff (1783–1827). Aus der Ehe ging der gemeinsame Sohn Julius August Scharff (1812–1876) hervor.
Scharff war seit 1809 Mitglied und von 1812 bis 1852 Senior im Pflegamt des Waisenhauses.
1821 und von 1824 bis 1851 war er Mitglied des Gesetzgebenden Körpers der Freien Stadt Frankfurt und dort 1841–1842, 1844–1848 und 1851 Vizepräsident. Von 1852 bis 1858 war er Mitglied und Senior (Vorsitzender) der Ständigen Bürgerrepräsentation der Freien Stadt Frankfurt. 1819–1858 Mitglied der Ständigen Bürgerrepräsentation der Freien Stadt Frankfurt.